# Apple Team
Apple Team is een Kazachse wielerploeg. De ploeg werd opgericht in 2018 en komt uit in de continentale circuits.

## Renners
| Naam              | Geboortedatum    | Nationaliteit | Ploeg 2017             |
| ----------------- | ---------------- | ------------- | ---------------------- |
| Shakir Adilov     | 17 februari 1995 | Kazachstan    |                        |
| Maqsat Ayazbajev  | 27 januari 1992  | Kazachstan    | Keyi Look Cycling Team |
| Yuriy Chsherbinin | 6 maart 1996     | Kazachstan    | Astana City            |
| Ïlya Davïdenok    | 19 april 1992    | Kazachstan    | Tabriz Shardary Team   |
| Artwr Fedosejev   | 29 januari 1994  | Kazachstan    | RTS-Monton Racing      |
| Vadïm Galejev     | 7 februari 1992  | Kazachstan    | RTS-Monton Racing      |
| Pavel Gackïy      | 1 januari 1991   | Kazachstan    |                        |
| Alexandr Gladilin | 24 januari 1991  | Kazachstan    |                        |
| Ilya Gorbushin    | 18 mei 1999      | Kazachstan    | Astana City            |
| Anton Lavrentyev  | 12 juli 1995     | Kazachstan    |                        |
| Dmitriy Lukyanov  | 9 maart 1993     | Kazachstan    | Vino-Astana Motors     |
| Dmïtrïy Rïve      | 19 april 1995    | Kazachstan    | Keyi Look Cycling Team |
| Islam Usmanov     | 25 mei 1997      | Kazachstan    | Keyi Look Cycling Team |
| Nikolay Zaitsev   | 7 december 1991  | Kazachstan    |                        |
| Oleg Zemlyakov    | 7 juli 1993      | Kazachstan    | Vino-Astana Motors     |